# Anisodes odontota
Anisodes odontota là một loài bướm đêm trong họ Geometridae.